# Hecatônquiros
Os hecatônquiros (em grego:  Έκατόνχειρες: Hekatonkheires, "os de cem mãos"), ou centimanos (em latim: Centimani), na mitologia grega, eram três gigantes filhos de Urano e Gaia e irmãos dos doze titãs e dos três ciclopes. Seus nomes eram Briareu ("o vigoroso" - também chamado Aigaion (Αἰγαίων), latinizado como Aegaeon, Coto ("o furioso") e Giges ("o de grandes membros"). Possuíam cem mãos e cinquenta cabeças.
Logo após seu nascimento, Urano, horrorizado com a natureza monstruosa dos seres que havia gerado, escondeu-os nas profundezas do Tártaro. Cronos, cumprindo uma profecia do oráculo de Delfos, ajudou-os a escapar do Tártaro e a formar uma rebelião que culminaria com a castração de seu pai, Urano. Depois da queda de Urano, Cronos subiu ao poder e voltou a aprisioná-los no Tártaro. 
Os hecatônquiros foram novamente libertados do Tártaro por Zeus, que havia sido orientado pela avó deles Gaia de que eles poderiam ser decisivos na Titanomaquia, a guerra dos deuses olímpicos contra os titãs. Nessa guerra, os hecatônquiros lançaram centenas de enormes pedras contra os titãs, ajudando a derrotá-los.
Depois da vitória contra os titãs, Briareu ganhou uma morada nas profundezas do mar Egeu, enquanto Coto e Giges se estabeleceram em palácios no rio Oceano. 